# Hans Günther Pflaum
Hans Günther Pflaum, auch Hans Günter Pflaum (* 1941 in München; † 19. Dezember 2018), war ein deutscher Filmkritiker und Autor von Hörspielen und Filmliteratur sowie Regisseur und Drehbuchautor von Dokumentarfilmen und Fernsehmoderator.

## Leben
Nach einem Studium der Germanistik, Zeitungswissenschaft und Theatergeschichte begann für Pflaum das Arbeitsleben als freier Journalist und Filmkritiker. Von 1970 bis 2007 schrieb er über Filmthemen in der Süddeutschen Zeitung. Als das Katholische Institut für Medieninformation 1972 begann, seinen seit 1955 bestehenden kirchlich orientierten Informationsdienst Katholische FILM-Korrespondenz neu auszurichten, kam man auf den durch sein leidenschaftliches Engagement für das Medium Film bekannt gewordenen 30-jährigen Pflaum und berief ihn zum Redakteur. Der Abdruck einer scharfen filmpolitischen gegen die „Münchner Machtfraktion um Franz Josef Strauß“ gerichteten Polemik von Hans Rolf Strobel wurde ihm 1976 zum Verhängnis. Unter internem Druck stehend, legte er seinen Posten nieder, blieb aber der Redaktion als Beiträger verbunden. Für das auf Filmbesprechungen spezialisierte Parallelblatt film-dienst war er ebenfalls in den 1970er Jahren in der Redaktion und noch lange danach als Rezensent tätig. Ab 1984 schrieb er auch für epd Film.
Hörfunk und Fernsehen waren ihm ebenso eine Plattform für Filmkritiken. Die noch vor seinem (etwa in den frühen 1980er Jahren erfolgten) Einstieg gestartete ZDF-Sendung Ratschlag für Kinogänger gilt als erste Filmtipp-Reihe des Fernsehens, die Filmkritikern (zumeist der Feuilletons) das Wort erteilte. Ein anderes Format war zum Beispiel das WDR-Kinomagazin. Zusammen mit Michael Althen, Doris Kuhn und Rainer Gansera moderierte er auch Sendungen. Der junge deutsche Film lag ihm am Herzen, und hier besonders die Exponenten einer Münchner Gegenkultur zu den kulturpolitisch repressiv empfundenen Vorgaben der Konservativen von Franz-Josef Strauß bis Friedrich Zimmermann. Über den vier Jahre jüngeren Rainer Werner Fassbinder arbeitete er kontinuierlich; davon zeugen zahlreiche Texte und Interviews, Bücher und Filme, auch Seminare, Workshops und Symposien. Hier besonders zu nennen sind das 1976 gemeinsam mit Fassbinder verfasste und im Carl Hanser Verlag erschienene Buch Das bißchen Realität, das ich brauche und der 1992, zehn Jahre nach Fassbinders Tod, in Kooperation mit dem Filmverlag der Autoren und dem ZDF entstandene rund 100 Minuten lange Porträtfilm Ich will nicht nur, dass ihr mich liebt, dessen Titel eine Anspielung auf Fassbinders Film aus dem Jahr 1975 Ich will doch nur, daß ihr mich liebt ist. Neben seinen eigenen Erfahrungen mit Fassbinder erzählen darin prominente Kolleginnen und Kollegen Fassbinders wie Karlheinz Böhm, Hanna Schygulla, Peter Zadek oder Volker Schlöndorff von ihren Begegnungen mit ihm. Dem von Friedrich Zimmermann hart angegangenen und in seiner Karriere systematisch blockierten Herbert Achternbusch widmete Pflaum einige filmische Dokumentationen, zum Beispiel Der Niemandslandstreicher, dessen Titel an Fassbinders ganz frühen Kurzfilm Der Stadtstreicher anknüpft und auf diese Weise eine Verbindung herstellt zwischen diesen beiden ihm persönlich nahestehenden, rigoros unangepassten Filmemachern.
Die Filmpolitik gehörte für Pflaum stets zur Gesamtschau. Diesbezügliche Themen konnte er in seinem von 1977 bis 1985 herausgegebenen Jahrbuch Film behandeln und behandeln lassen. Die Texte stammten von jungen, neuen Autoren, beispielsweise Thomas Honickel, sowie von aufstrebenden, beispielsweise Karsten Witte, und bekannten, beispielsweise Peter W. Jansen. Wolf Donner schrieb in der Zeit über die erste Ausgabe, dass der Band keine Prioritäten setze, sondern „leicht konzeptionslos“ Kleinteiliges verstreue. Dennoch seien die Beiträge brauchbar und besonders Hans Helmut Prinzlers Übersichten wie das Verzeichnis aller Film- und Fernsehredaktionsmitglieder würden zum meistgelesenen Teil gehören. Die Reihe wird heute noch als wichtiges Nachschlagewerk über diese Blütezeit des deutschen Autorenfilms eingestuft. 1979 erarbeiteten Hans Helmut Prinzler und Hans Günther Pflaum das Handbuch Film in der Bundesrepublik Deutschland, das bis 1992 in mehreren Auflagen und Sprachen erschien. Diverse Essays veröffentlichte Pflaum in Aufsatzsammlungen, zum Beispiel in Peter W. Jansens und Wolfram Schüttes Film in der DDR (Hanser, 1977).
Er schrieb weiterhin für Tageszeitungen, zum Beispiel den Berliner Tagesspiegel. Regie führte er zuletzt in den Dokumentationen "Von Sex bis Simmel" (2005), einer Abrechnung mit dem Kommerzkino der 1970er Jahre, und "Was kann denn schöner sein" (2007) über den traditionellen Heimatfilm der 1950er Jahre, der in Fernseh-Fließbandproduktionen der 2000er Jahre seine Fortführung fand.
Pflaum arbeitete auch in der Projekt-Kommission der Filmförderungsanstalt mit. Seine genauen Kenntnisse über den bundesdeutschen Film führten ihn zum Goethe-Institut. Er unternahm viele Reisen, stellte in den besuchten Ländern deutsche Filme vor und diskutierte sie mit dem Publikum.
Hans Günther Pflaum starb am 19. Dezember 2018 nach langer Krankheit.

## Werke

### Buchveröffentlichungen
- mit Rainer Werner Fassbinder: Das bisschen Realität, das ich brauche. Wie Filme entstehen. Hanser, München 1976, ISBN 3-446-12283-4.
  - schwedische Ausgabe: Den bit verklighet som jag behöver. Hur filmer kommer til. Bokförlaget Pan/Norstedt, Stockholm 1978, ISBN 91-1-773421-5.
  - ungekürzte Taschenbuchausgabe (= dtv-Sachbuch; 1491): Deutscher Taschenbuch-Verlag, München 1979, ISBN 3-423-01491-1.
- mit Jürgen Theobaldy, Kraft Wetzel, Hans Helmut Prinzler: Werner Herzog. Hanser, München/Wien 1979, ISBN 3-446-12871-9.
- mit Hans Helmut Prinzler: Film in der Bundesrepublik Deutschland. Der neue deutsche Film. Herkunft, gegenwärtige Situation. Ein Handbuch. Hanser, München/Wien 1979, ISBN 3-446-12434-9.
  - Taschenbuchausgabe (= Fischer-Taschenbücher. Fischer-Cinema; 3673): Fischer-Taschenbuch-Verlag, Frankfurt am Main 1982, ISBN 3-596-23673-8.
  - französische Ausgabe: Le film en République Fédérale d'Allemagne. Le nouveau film allemand. Origine, situation actuelle. Un vade-mecum. Inter Nationes, Bonn 1983.
  - englische Ausgabe: Cinema in the Federal Republic of Germany. The new German film. Origins and present situation. A handbook. Inter Nationes, Bonn 1983.
  - spanische Ausgabe: El cine en la República Federale de Alemania. El nuevo cine alemán. Origen, situación actual. Manual. Inter Nationes, Bonn 1983.
  - Nachauflage u.d.T.: Film in der Bundesrepublik Deutschland. Der neue deutsche Film von den Anfängen bis zur Gegenwart. Ein Handbuch. Inter Nationes, Bonn 1985.
  - erweiterte Neuausgabe u.d.T.: Film in der Bundesrepublik Deutschland. Der neue deutsche Film. Von den Anfängen bis zur Gegenwart. Ein Handbuch. Mit einem Exkurs über das Kino der DDR. Hanser, München/Wien 1992, ISBN 3-446-17471-0.
- Deutschland im Film. Themenschwerpunkte des Spielfilms in der Bundesrepublik Deutschland (= Materialien zur Landeskunde). Hueber, München 1985, ISBN 3-19-001412-4.
  - amerikanische Ausgabe: Germany on film. Theme and content in the cinema of the Federal Republic of Germany. Wayne State University Press, Detroit 1990, ISBN 0-8143-2258-1.
- Heinz Müller (Hrsg.): Film in der BRD. Mit einem Essay von Hans Günther Pflaum. Henschelverlag, Berlin 1990, ISBN 3-362-00374-5.
- Nachwuchsfilme. Teil 3: The Product Testing of Hearth and Home. Written by Hans Günther Pflaum. Translation: Jeremy Roth. Goethe-Institut, München 1991.
- mit Susanne Reinker: Minutenkino. Translation: Jeremy Roth. Goethe-Institut, München 1991.
- Rainer Werner Fassbinder. Bilder und Dokumente. Edition Spangenberg, München 1992, ISBN 3-89409-068-5.
- Frank-Beyer-Retrospektive. Goethe-Institut, München 1996.
  - jeweilige englische, spanische, französische Ausgabe unter demselben Titel
- Herbert Achternbusch. Filmemacher. Goethe-Institut, München 2000. (zweisprachige Ausgaben: Deutsch/Englisch, Deutsch/Spanisch, Deutsch/Französisch)
- Deutsche Stummfilmklassiker. Eine Publikation der Friedrich-Wilhelm-Murnau-Stiftung und Transit-Film-GmbH in Zusammenarbeit mit Goethe-Institut Inter Nationes. Transit-Film, München 2002.

### Filmdokumentationen (Auswahl)
- 1993: Ich will nicht nur, daß ihr mich liebt – Der Filmemacher Rainer Werner Fassbinder (Regie und Drehbuch)
- 1996: Der Niemandslandstreicher. Herbert Achternbusch – Filmmacher, Maler, Schriftsteller (Regie und Drehbuch)
- 2004: Mabuses Motive (Regie und Drehbuch)
- 2005: Von Sex bis Simmel (Regie und Drehbuch)
- 2007: Was kann denn schöner sein. Gedanken zum deutschen Heimatfilm (Regie und Drehbuch)

### Hörspiele (Autor)
- 1995: Unmögliche Interviews: Lieber Straßenkehrer in Mexiko. Hans Günter Pflaum interviewt Rainer Werner Fassbinder – Regie: Ulrich Lampen (Original-Hörspiel, Kurzhörspiel – SWF)
  - Sprecher: Ernst Konarek	(Hans Günter Pflaum), Wolfgang Bauer (Rainer Werner Fassbinder)
- 1996: Unmögliche Interviews: Imagine. Hans Günther Pflaum interviewt John Lennon – Regie: Ulrich Lampen (Original-Hörspiel, Kurzhörspiel – SWF)
  - Sprecher: Walter Renneisen (Hans Günter Pflaum), Dietmar Mues (John Lennon)